# Giacomo Gentili
Giacomo Gentili (Cremona, 3 luglio 1997) è un canottiere italiano.
Ha vinto la medaglia d'argento nel 4 di coppia maschile alle Olimpiadi di Parigi 2024 insieme a Andrea Panizza, Luca Chiumento e Luca Rambaldi.

## Biografia
Comincia a remare in campo internazionale ai campionati europei Juniores 2014 ad Hazewinkel, vincendo la medaglia d’oro nel quattro di coppia. Successivamente, ai Mondiali Juniores, si classifica 14º sempre nel quattro di coppia. L'anno successivo vince la medaglia d'oro ai Campionati Europei Juniores a Racice in singolo, riconfermandosi pochi mesi dopo a Rio de Janeiro, campo di prova per le Olimpiadi 2016, dove diventa campione del Mondo nella stessa specialità.
Sempre nel 2015, ancora in categoria Juniores, partecipa ai Campionati Mondiale di Aiguebelette nel Doppio Senior assieme a Romano Battisti, classificandosi 4º in Finale B ma qualificando la barca per le olimpiadi dell'anno successivo a Rio de Janeiro.
Ai Campionati europei di canottaggio di Račice 2017, assieme ai compagni Emanuele Fiume, Romano Battisti e Andrea Panizza, ha vinto la medaglia di bronzo nel quattro di coppia, cudendo alle spalle dei lituani Dovydas Nemeravičius, Martynas Džiaugys, Rolandas Maščinskas e Aurimas Adomavičius (oro) e dei polacchi Dariusz Radosz, Adam Wicenciak, Dominik Czaja e Wiktor Chabel (argento).
Agli europei di Glasgow 2018, assieme ai compagni Filippo Mondelli, Luca Rambaldi e Andrea Panizza, ha vinto la medaglia d'oro nel quattro di coppia con il tempo di 5'41"92. In finale hanno preceduto i lituani Dovydas Nemeravičius, Saulius Ritter, Rolandas Maščinskas e Aurimas Adomavičius (5'43"40) ed i polacchi Szymon Pośnik, Maciej Zawojski, Dominik Czaja e Wiktor Chabel (5'43"88).
Ha fatto la sua seconda apparizione olimpica a Parigi 2024, dove ha vinto l'argento nel quattro di coppia, assieme a Luca Chiumento, Luca Rambaldi e Andrea Panizza.

## Palmarès
- Olimpiadi

Parigi 2024: argento nel quattro di coppia (Gentili, Rambaldi, Chiumento, Panizza)
- Campionati del mondo di canottaggio

Plovdiv 2018: oro nel quattro di coppia (Mondelli, Panizza, Rambaldi, Gentili)
Linz-Ottensheim 2019: bronzo nel 4 di coppia (Mondelli, Panizza, Rambaldi, Gentili)
- Campionati europei di canottaggio

Račice 2017: bronzo nel quattro di coppia (Battisti, Panizza, Gentili, Fiume)
Glasgow 2018: oro nel quattro di coppia (Mondelli, Panizza, Rambaldi, Gentili)
Lucerna 2019: argento nel quattro di coppia (Mondelli, Panizza, Rambaldi, Gentili)
Poznań 2020: argento nel quattro di coppia (Chiumento, Venier, Rambaldi, Gentili)
Varese 2021: oro nel quattro di coppia (Venier, Panizza, Rambaldi, Gentili)
- Campionati del mondo di canottaggio Juniores

Rio de Janeiro 2015 : oro nel singolo
- Campionati europei di canottaggio Juniores

Hazewinkel 2014: oro nel quattro di coppia
Racice 2015: oro nel singolo